# Jan Kovář
Jan Kovář, född 20 mars 1990, är en tjeckisk professionell ishockeyspelare som för närvarande spelar för New York Islanders  i NHL.
Han har tidigare spelat för Metallurg Magnitogorsk i KHL och HC Plzeň i den tjeckiska högstadivisionen i ishockey. 
Den 9 juli 2018 skrev han på ett ettårskontrakt värt 2 miljoner dollar med New York Islanders.

## Privatliv
Han är bror med ishockeymålvakten Jakub Kovar.